# Sicyos cucumerinus
Sicyos cucumerinus är en gurkväxtart som beskrevs av Asa Gray. Sicyos cucumerinus ingår i släktet hårgurkor, och familjen gurkväxter. Inga underarter finns listade i Catalogue of Life.